# ノツゴ
ノツゴ、ノヅコは、愛媛県北宇和郡、南宇和郡、高知県幡多郡に伝わる妖怪。土地によって、夜道で人間の歩行の邪魔をするもの、叫び声や産声のような声をあげるものなど、さまざまな伝承がある。

## 概要
愛媛の南北宇和郡一帯では幽霊や正体不明のものに出遭うことを「ボウコに出遭う」といったり、幽霊話のことを「ボウコバナシ」と呼ぶが、ノツゴはそのボウコの一種とされる。
歩行の邪魔をする
南宇和郡内海村（現・愛南町）油袋では一種の魔性のものと見なされ、「草履をくれ」といって追いかけてくるといい、これに遭うと急に足が重くなって歩けなくなるという。また同村柏地方では、何もないのに足がもつれて歩けなくなることを「ノツゴに憑かれた」という。これらに遭ったときは、草鞋の乳（ち。紐を通す輪の部分）や草履の鼻緒を切って投げると、足が自由になるという。
声をあげる
同郡城辺町（現・愛南町）では鳥の一種とされ、夜道でギャッと叫び声をあげるが、草鞋の乳を投げつけると声を出さなくなるという。同郡一本松町（現・愛南町）小山では、夜道で姿を見せずに「ワァワァ」「オギャアオギャア」と赤ん坊の産声のような声をあげるという。
北宇和郡三間町曾根（現・宇和島市）ではかくれんぼで遊んでいる子供をさらうという。同郡広見町（現・鬼北町）では夜道で「ギャッ」と叫びながら草鞋の乳に食いついてくるといい、その草鞋の乳を与えるとノツゴは逃げ隠れるという。
高知の幡多郡橋上村（現・宿毛市）楠山では夜の山道で赤ん坊の泣き声のような声をあげるといい、やはり愛媛と同様に草履で追い払うことができるという。
ノツゴが伝承されている地方ではノツゴの名は子供を躾けるためにも用いられており、愛媛の内海村では夜に外出しようとする子供を「ノツゴが憑く」と言って戒め、三間町曾根では夕方遅くまで外で遊んでいる子供は「ノツゴに隠されるから早く帰れ」と言われたという。

## 正体
ノツゴの正体ははっきりしていないが、これらの地方では間引きや堕胎が多く行われているほか、私生児を産んだ娘が子供の口を塞いで土に埋めて殺したこともあったといい、そのように不遇な死を遂げた子供の霊が成仏できずにこの世をさまよっているものが、ノツゴの正体といわれている。愛媛の広見町でのノツゴは、母親の乳が出ずに栄養失調で死んだ子供だという。このようなノツゴは、1004杯の水をかけて供養することで成仏するともいう。
牛馬の死霊が道行く人に祟りをなす行逢神の一種との説もあり、四国に多いノヅコサン、ノヅコ塚と呼ばれる祠や塚は、死んだ牛の祟りを鎮めるために建てられたものとされる。
ノツゴはもとは田野を守護・支配する野神であったとする考えもあり、四国では5月5日にノツゴを神として祀る風習もあったという。
また、愛媛県南宇和郡御荘町（現・愛南町）では幼い子供が非業の死を遂げると、近親者の履いていた草履の乳と一緒を墓に埋める風習があり、こうすることで死んだ子供は家族の名残を忘れてあの世へ旅立つことができると考えられていたことから、草履の乳でノツゴを消すことができるのは、こうした葬式の作法に関係しているとの説もある。